# جان کورنت
جان کورنت (اسپانیایی: Jan Cornet‎؛ زادهٔ ۲۴ فوریهٔ ۱۹۸۲) بازیگر اهل اسپانیا است. وی از سال ۲۰۰۴ میلادی تاکنون مشغول فعالیت بوده‌است.
از فیلم‌ها یا برنامه‌های تلویزیونی که وی در آن نقش داشته‌است، می‌توان به ببخشید اگر عشق صدایت می‌زنم، انگیزه‌های شخصی، جای اژدها، چراغ‌های قرمز، پوستی که در آن زندگی می‌کنم، به خاطر چند بوسه، و برخاسته اشاره کرد.
او بابت ایفای نقش در فیلم پوستی که در آن زندگی می‌کنم برندهٔ جایزه گویا شد. 